# Pigcawayan
Pigcawayan is een gemeente in de Filipijnse provincie Cotabato op het eiland Mindanao. Bij de laatste census in 2007 had de gemeente ruim 59 duizend inwoners.

## Geografie

### Bestuurlijke indeling
Pigcawayan is onderverdeeld in de volgende 40 barangays:
| - Anick - Balacayon - Balogo - Banucagon - Buluan - Bulucaon - Buricain - Cabpangi - Capayuran - Central Panatan - Datu Binasing - Datu Mantil - Kadingilan - Kimarayang | - Libungan Torreta - Lower Baguer - Lower Pangangkalan - Malagakit - Maluao - Matilac - Midpapan I - Midpapan II - Mulok - New Culasi - New Igbaras - New Panay - North Manuangan | - Patot - Payong-payong - Poblacion I - Poblacion II - Poblacion III - Presbitero - Renibon - Simsiman - South Manuangan - Tigbawan - Tubon - Upper Baguer - Upper Pangangkalan |

## Demografie
Pigcawayan had bij de census van 2007 een inwoneraantal van 59.395 mensen. Dit zijn 8.387 mensen (16,4%) meer dan bij de vorige census van 2000. De gemiddelde jaarlijkse groei komt daarmee uit op 2,12%, hetgeen hoger is dan het landelijk jaarlijks gemiddelde over deze periode (2,04%). Vergeleken met de census van 1995 is het aantal mensen met 12.607 (26,9%) toegenomen.

De bevolkingsdichtheid van Pigcawayan was ten tijde van de laatste census, met 59.395 inwoners op 340,11 km², 137,6 mensen per km².